# 南宁站
南宁站位于中华人民共和国广西壮族自治区南宁市西乡塘区，于1951年启用，为中国铁路南宁局集团有限公司管辖的特等站。经过铁路有湘桂铁路、南昆铁路、南防铁路及南广铁路、柳南城际铁路、南昆客运专线等主要铁路干线。除了国内列车外，南宁站也负担接发往越南河内的国际联运旅客列车。

## 历史

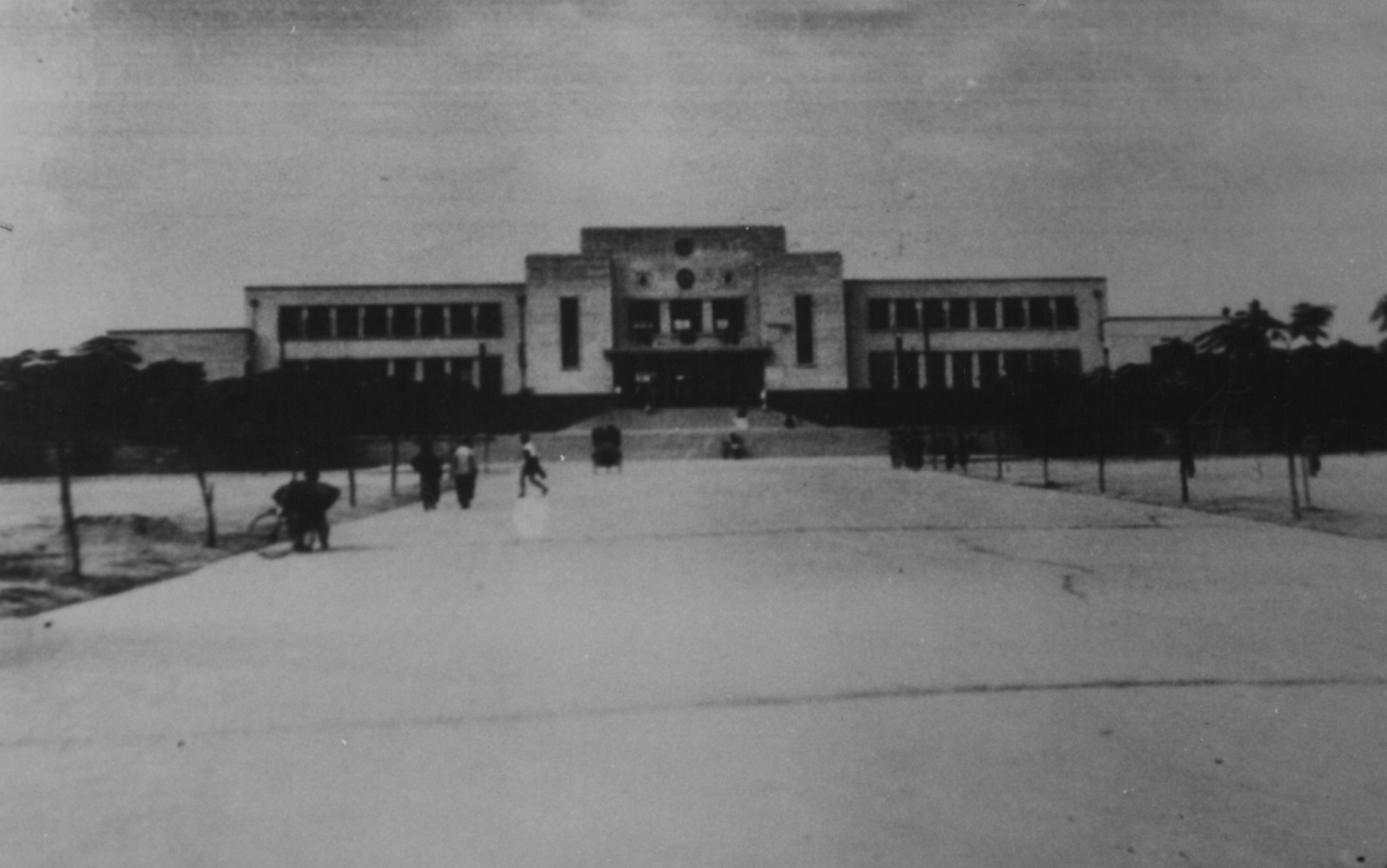
1951年的南宁站

南宁站最初为湘桂铁路车站，线路来宾至南宁段于1951年2月23日铺轨，车站则于25日开站，3月10日正式办理营业。当时站房建筑面积2627平方米，其中候车室使用面积270平方米；站场包括正线在内有到发线、编组线共5股道。北头另有尽头线3股，其中2股作站修线，1股作牵出线；货场设有货物线4股。每日开行客货列车1对、货车2对。
1955年车站增加到发线、编组线2股，同时新建站台雨棚并改善货场的照明设施。1957年货场新建粗什品等货物线2条和仓库864平方米。1958年客场增加存车线1股，同时次年改建站修线2股。车站货场于1959―1960年又增加货物线3条。
1965年6月南宁站客场又建成9、10道共2股。到1965年末，南宁站形成一级二场站型，包括到发线（含正线）5股、编组线4股、存车线1股以及南、北牵出线2条。南宁站又于1974年10月起开始站场扩建工程：包括延长站场到发线、增设存车线和交接线、改建洗车线和牵出线、南端咽喉道岔区布置改造等事项，于1976年11月竣工并交付运营。
1975年车站开始规划重建站房，1977年11月新站房建设规模和条件得到广西壮族自治区政府审定：要求新站房利用原站房进行改建同时旅客候车最高一次集结人数按3500人设计。1978年1月改建计划得到铁道部批准，并于2月16日开工。1978年11月新站房竣工，同年12月1日作为广西壮族自治区成立20周年献礼工程正式投入使用。
1985年车站北侧民居被拆除以新建集装箱货场，于1990年左右基本完工。截至1990年末南宁站设有一级二场，采用平面调车，有到发线6股（含正线）、编组线4股、存车线3股、公务车线1股、南北牵出线2条、洗车线1股以及交接线2股。1996年年底南宁站开行前往越南河内的国际列车。1997年南昆铁路建成通车，南宁成为西南地区出海通道的货物运输枢纽。不久车站新建3站台以应对不断增加的停靠列车。
2000年10月，车站进行外立面改造并扩建候车室。2001年进行站前广场改造。2004年为迎接南博会召开，车站又对站房内部进行重新装修。2010年又对主站屋面大修进行更换，更换为轻钢网架屋面。屋面施工期间车站关闭第三、第四候车室并在站前广场设置临时候车室。
2013年南宁站为迎接高速铁路接入而进行站场改造工程。新建北场利用原南宁车辆段地块，将原有的3台5线扩建至7台13线规模，同时延长既有天桥并新建地道一座，而原客车整备所则搬迁至北湖并将至北湖客技站的走行线高架化。新建北场于2013年12月10日投入使用后，既有南场随即进行改造。南场改造工程包括将既有站台改建为高站台并重建雨棚，同时新建第四座站台。2014年7月南场3、4站台投入使用，剩余的1、2站台则于2015年3月完工。
2019年2月26日，朝鲜最高领导人金正恩乘坐专列前往越南参加第二次美朝首腦會談途中，其在南宁站站台逗留并吸烟的画面被日本TBS电视台记者利用长焦镜头捕捉到，引发对车站安保漏洞的质疑。南宁站随后在1站台边缘加装遮挡板。

## 车站结构

### 站房

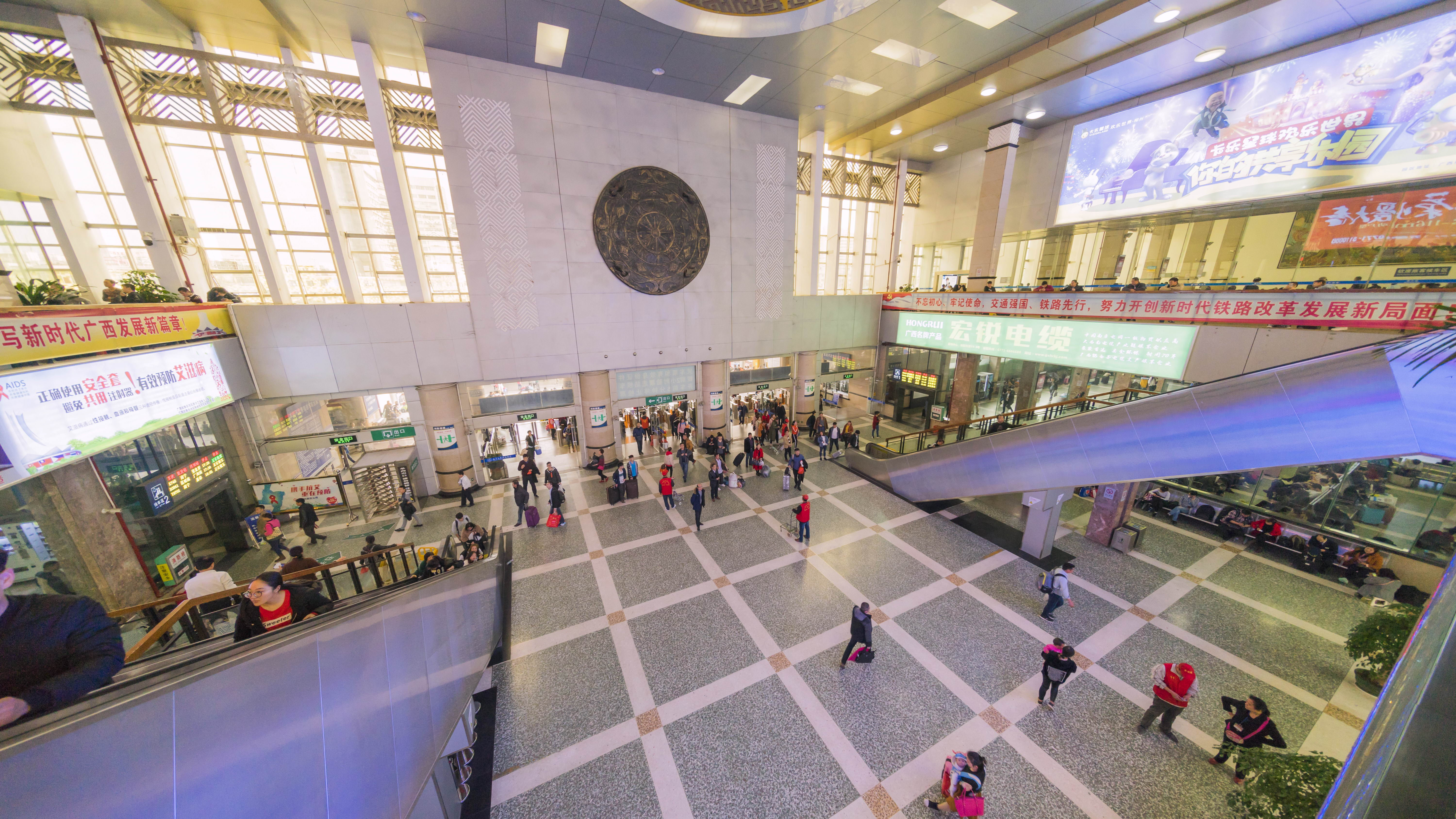
进站大厅

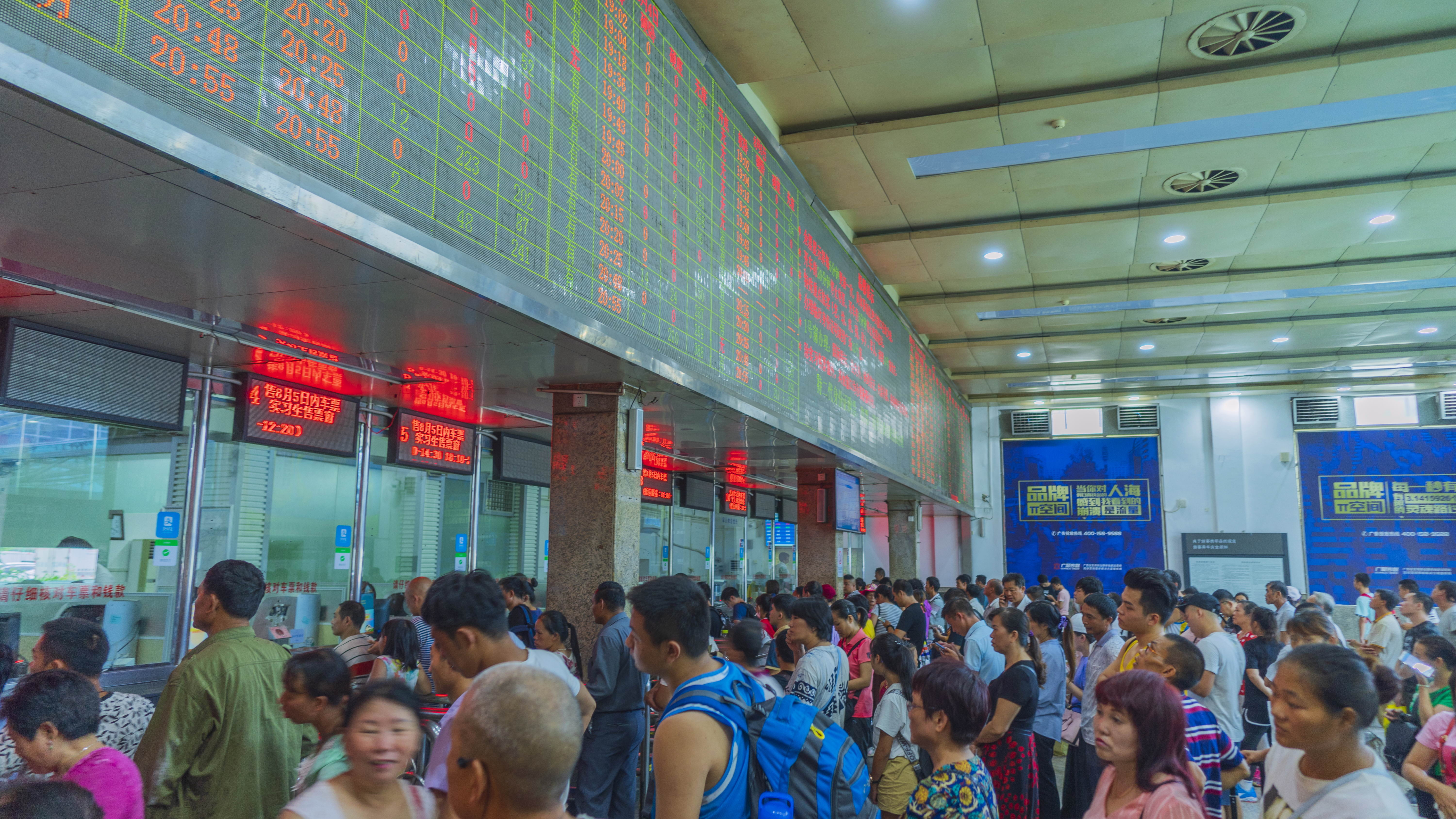
售票处

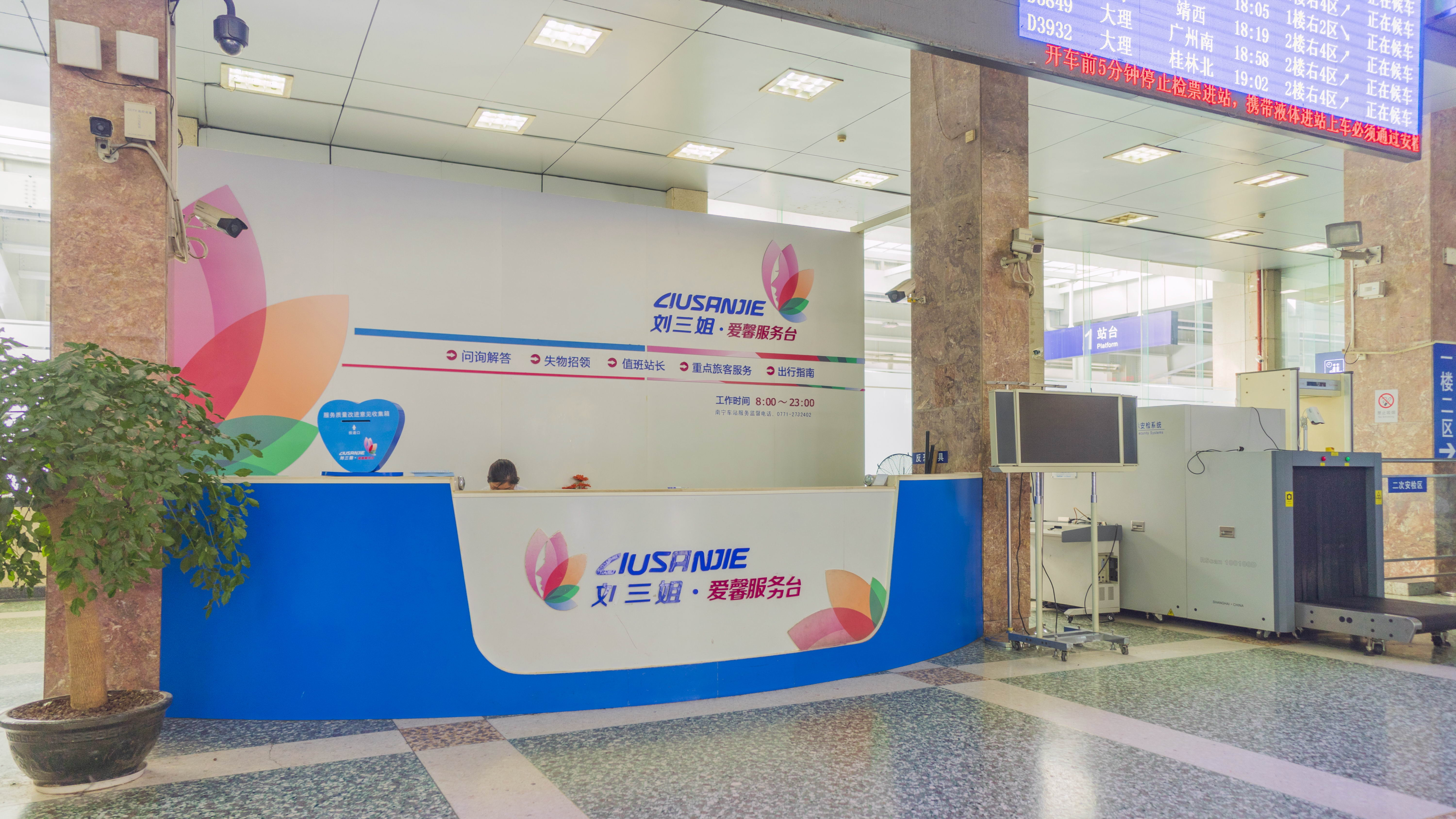
候车室“刘三姐”服务台

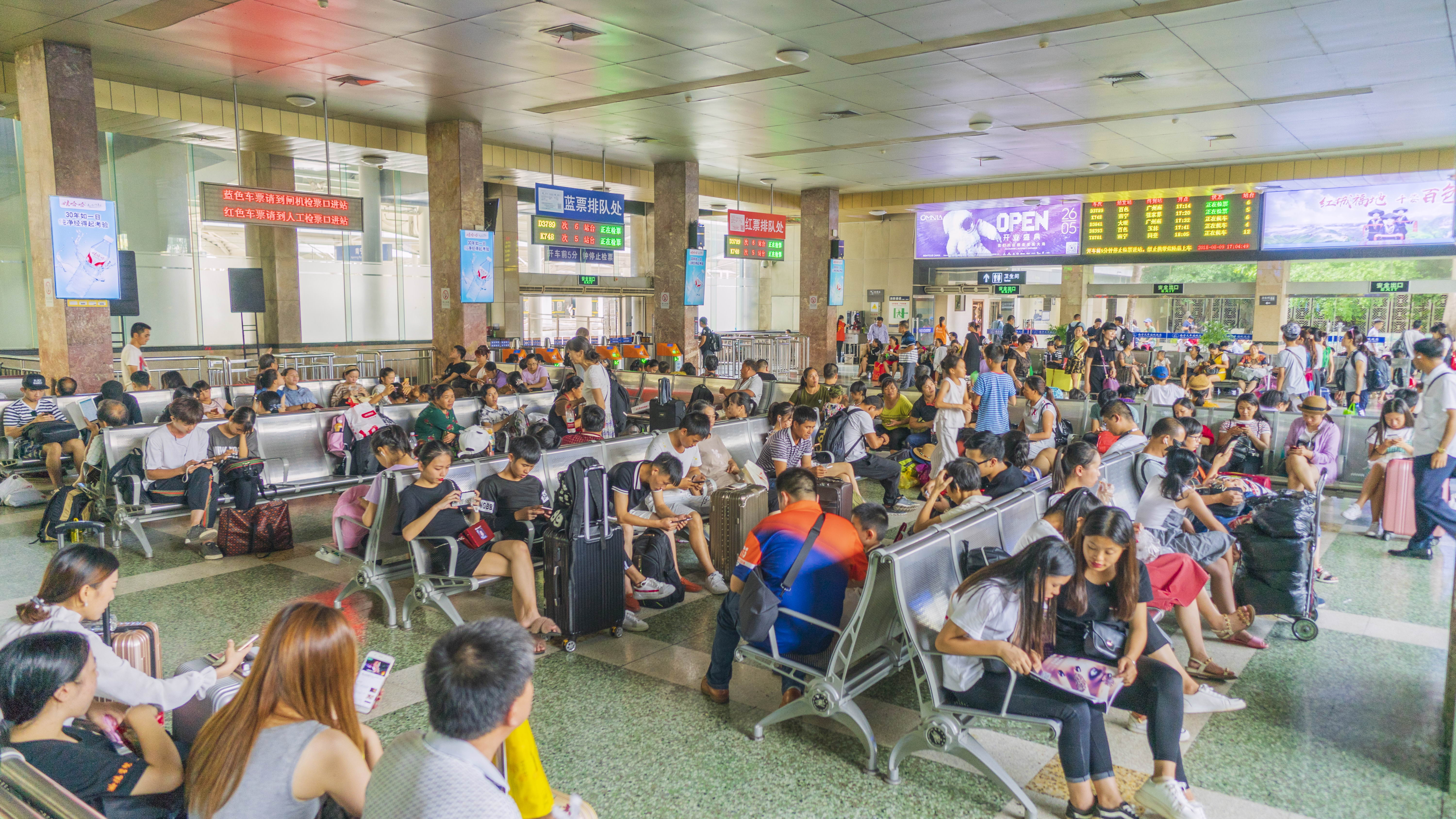
候车室

南宁站目前的站房于1978年投入使用，并于2000年和2004年经过两次改造。车站站房长106米、宽27米、高21.5米，面积12065平方米。其中售票处位于站房东侧，面积589平方米，设有16个人工窗口和30台自助售取票机；候车区域设有4个候车室，分列于中厅两侧，面积5312平方米，内设有刘三姐·爱馨服务台；另在站房西侧设有软席候车室，面积875平方米。行包房原位于站房内，面积1637平方米，后于1990年代末搬迁至站房东侧新建办公楼内。

### 站线布置

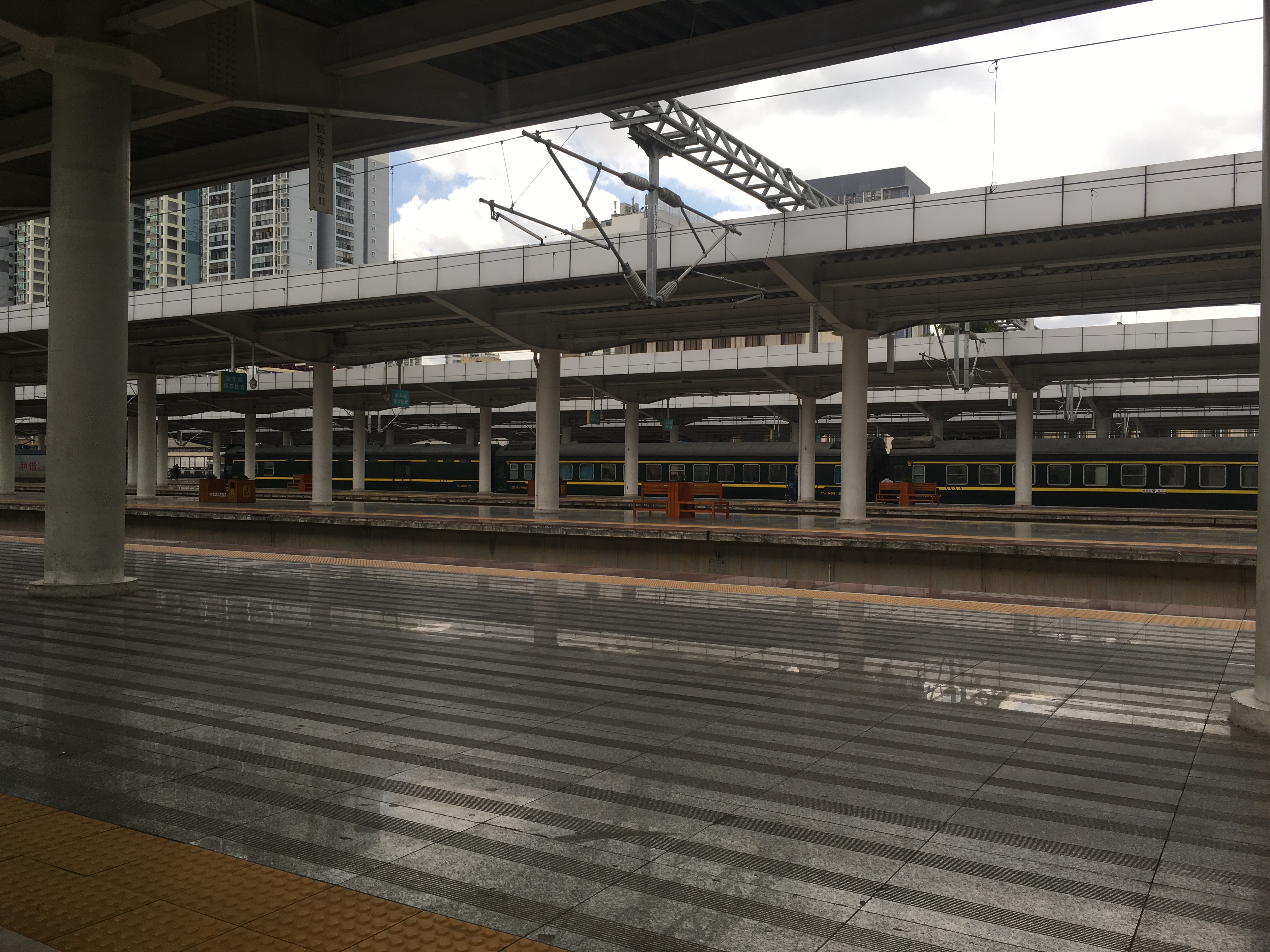
车站站台

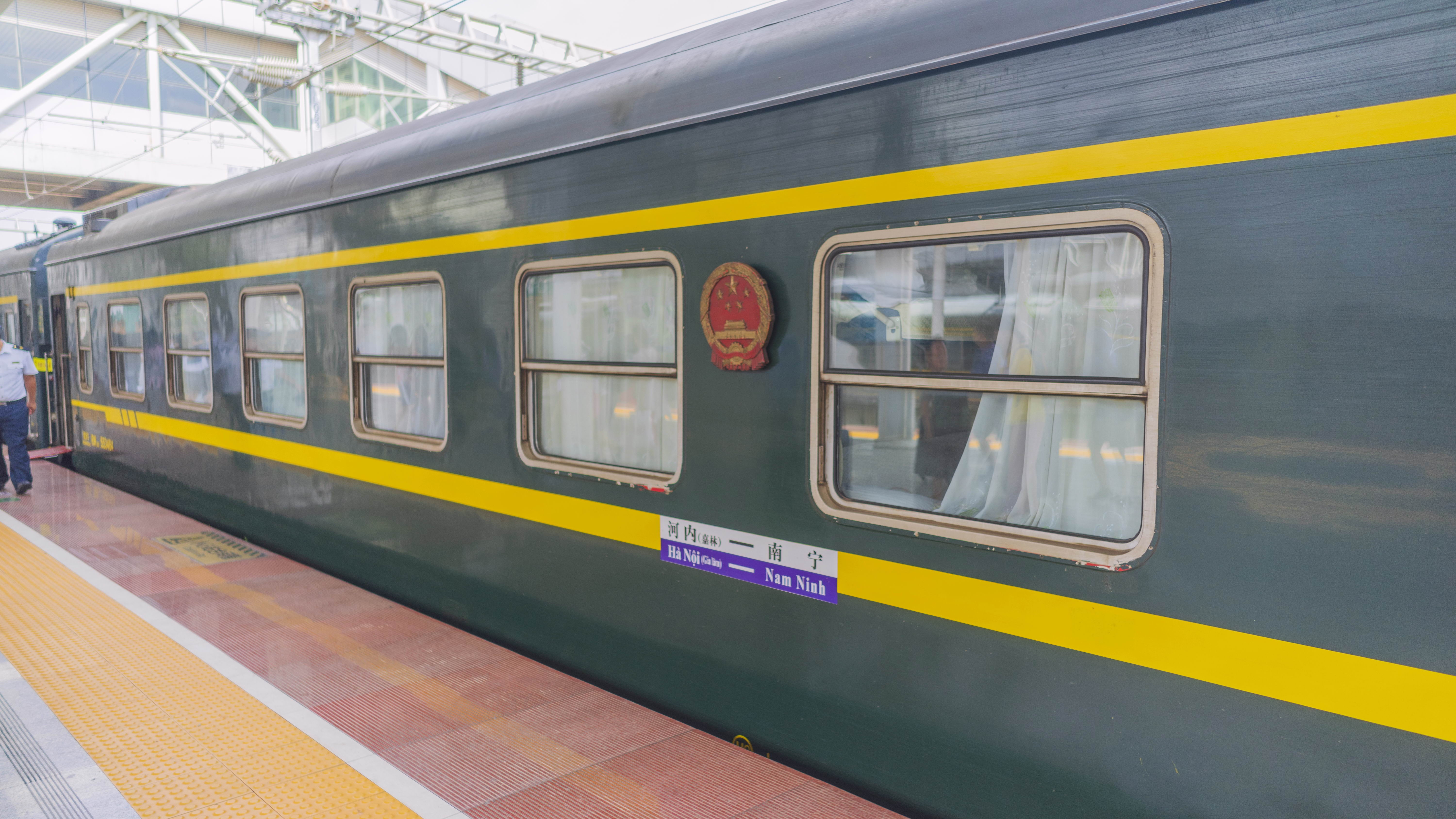
T8701次列车停靠

南宁站设有7个站台，13条发车线，分为南北两场。北场站台编号为8-13，长550米、宽10.5米。站房和站场通过2座进站天桥、1座旅客地道和1座行包地道连接。
车站设有通往南宁重型机器厂、五丰联合食品、南宁青岛啤酒、南宁机务段、南宁车辆段和南宁工务段的专用线。
| 北↑  |        |                                 |  |
| 14道 | 无     | 机走线                          |  |
| 13道 | 13     | 到发线 柳南南凭（湘桂铁路）站台 |  |
|      | 岛式   |                                 |  |
| 12道 | 12     | 到发线 柳南南凭（湘桂铁路）站台 |  |
| 11道 | 11     | 到发线 柳南南凭（湘桂铁路）站台 |  |
|      | 岛式   |                                 |  |
| 10道 | 10     | 到发线 柳南南凭（湘桂铁路）站台 |  |
| 9道  | 9      | 到发线 柳南南凭（湘桂铁路）站台 |  |
|      | 岛式   |                                 |  |
| 8道  | 8      | 到发线 柳南南凭（湘桂铁路）站台 |  |
| 7道  | 7      | 到发线 柳南南凭（湘桂铁路）站台 |  |
|      | 岛式   |                                 |  |
| 6道  | 6      | 到发线 南广南昆客专站台         |  |
| 5道  | 5      | 到发线 南广南昆客专站台         |  |
|      | 岛式   |                                 |  |
| 4道  | 4      | 到发线 南广南昆客专站台         |  |
| 3道  | 3      | 到发线 南广南昆客专站台         |  |
|      | 岛式   |                                 |  |
| 2道  | 2      | 到发线 南广南昆客专站台         |  |
| 1道  | 1      | 到发线 南广南昆客专站台         |  |
|      | 侧式   |                                 |  |
| 南↓  | 主站房 |                                 |  |

## 旅客列车发送地
南宁站是湘桂铁路、南昆铁路、南防铁路及南广铁路、柳南城际铁路、南昆客运专线的特等站。主要办理全国各地到发、国际联运的旅客列车。
- 区内：广西壮族自治区所有地级市与部分县市。其中往柳州、桂林、百色、梧州、贵港、钦州、防城港、北海、来宾和玉林有动车组列车连接。
- 区外：北京、上海、广州、成都、昆明、長春等全国各大城市。
- 国际：开行Z5/6次（实际担当列车为T8701/8702次）国际列车往返越南同登、北江、河内嘉林。

### 普速始發列車
| 列车所属路局   | 车次                          | 目的地   |
| -------------- | ----------------------------- | -------- |
| 跨局列车       |                               |          |
| 南寧局集团     | Z6、Z286、T290、T22           | 北京西   |
| 南寧局集团     | D196、D198                    | 上海南   |
| 南寧局集团     | T82、K150                     | 上海松江 |
| 南寧局集团     | K1558                         | 上海     |
| 南寧局集团     | K142                          | 成都西   |
| 南寧局集团     | T582                          | 寧波     |
| 南寧局集团     | K1628（淡季停運）             | 鄭州     |
| 南昌局集团     | K1524                         | 九江     |
| 瀋陽局集团     | Z398                          | 長春     |
| 濟南局集团     | K1138                         | 青島北   |
| 呼和浩特局集团 | Z336（集通公司擔當）          | 包頭     |
| 管内列车       |                               |          |
|                | K9303、K9305、K9307           | 靖西     |
| K9322          | 博白                          |          |
| K9312          | 湛江                          |          |
| T8701          | 国际段：河内嘉林 国内段：凭祥 |          |

## 站外交通
目前可乘坐公交汽车，出租车到达该站。在火车站附近朝阳路民航售票处)有机场大巴，可前往机场，30分钟一班。

### 地铁
南宁轨道交通1号线和2号线经过该站，并将与朝阳广场站实现1、2号线的同台换乘。